# دو جاده‌ای

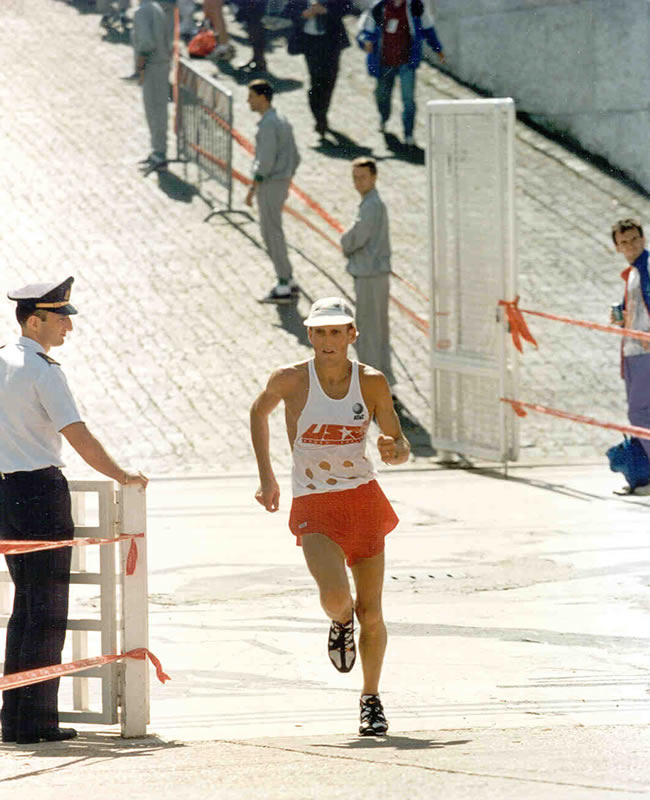
دویدن جاده در ماراتن نیروی هوایی ایالات متحده

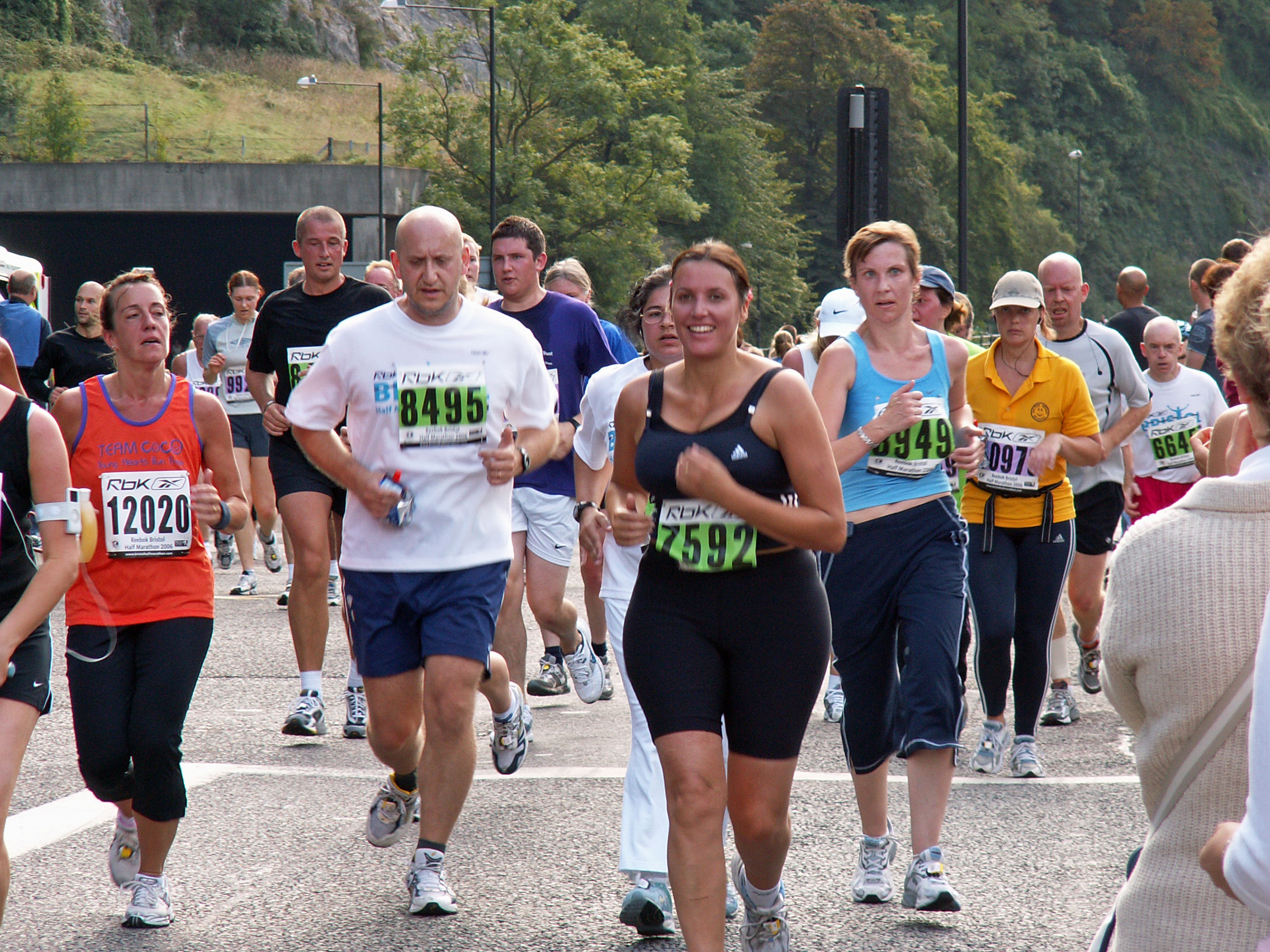
افرادی که در نیمه‌ماراتن بریستول شرکت می‌کنند.

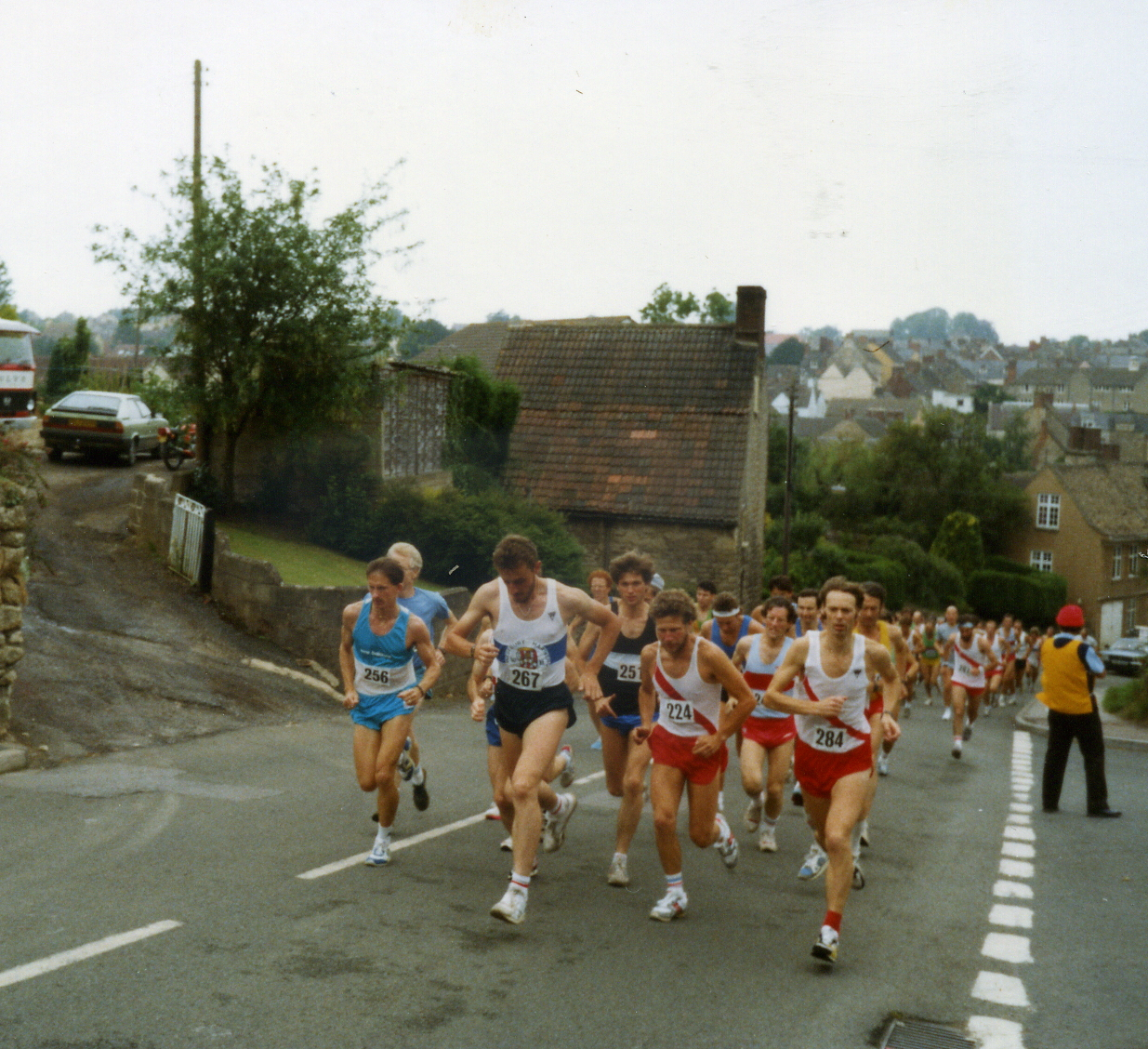
ورزشکاران در شروع یک مسابقه ۱۰ مایلی در منطقه گلوسسترشر در انگلستان در سال ۱۹۹۰.

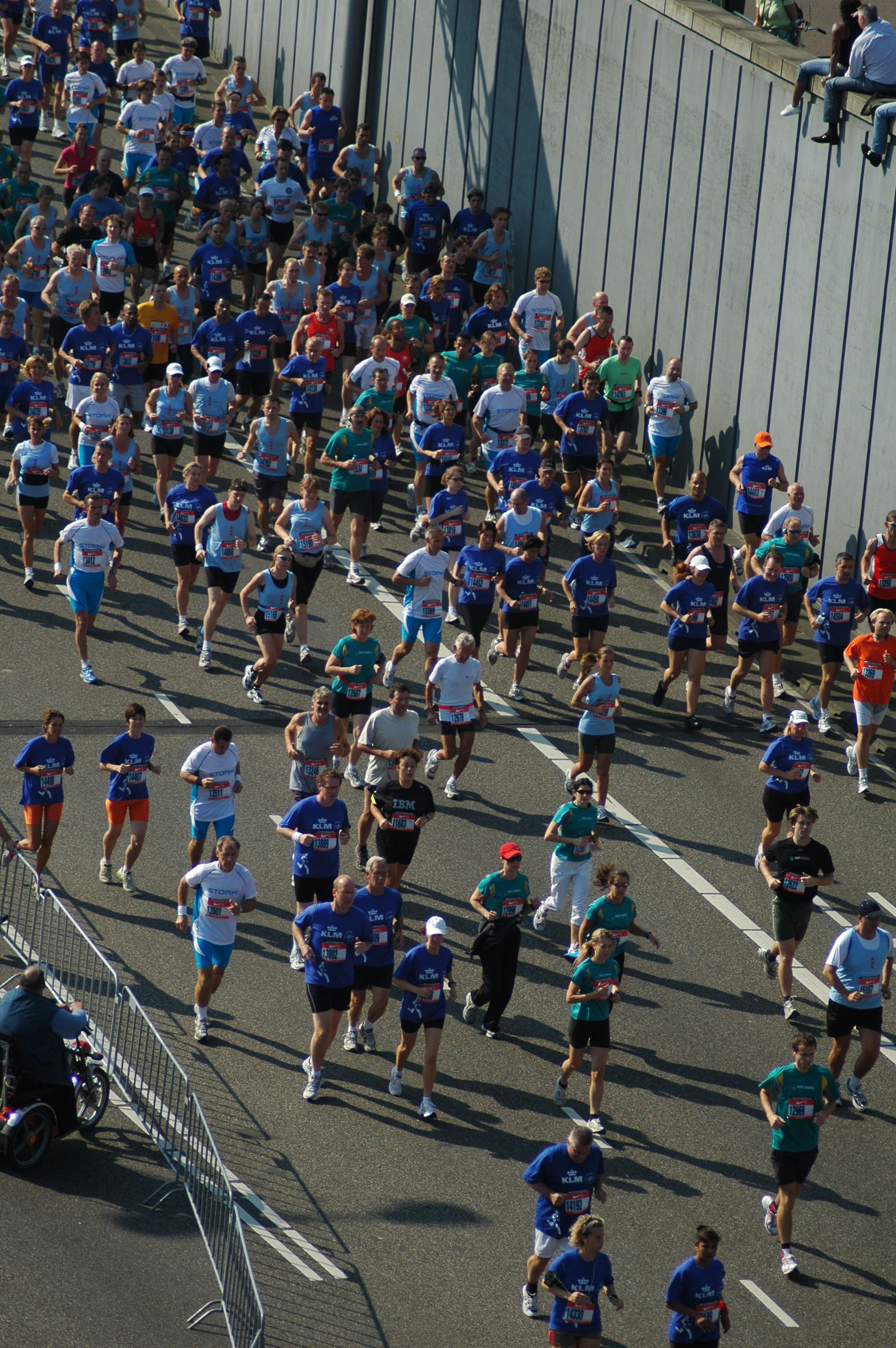
یک مسابقه جاده‌ای در آمستردام در کشور هلند است.

دویدن جاده‌ای ورزشی است که بر روی مسیری اندازه‌گیری‌شده در جاده‌هایی معین انجام می‌شود. این نوع دویدن با دویدن در پیست‌های معمولی و دویدن در مسیرهای طبیعی تفاوت دارد.
این مسابقات معمولاً به عنوان مسابقات دوهای مسافت‌دار طبقه‌بندی می‌شوند و معمولاً مسافت‌ها از ۵ کیلومتر تا ۴۲٫۲ کیلومتر متغیر است. این رویدادها ممکن است شامل تعداد زیادی دونده یا شرکت‌کنندگان با ویلچر باشند. چهار مسافت رایج برای مسابقات دویدن جاده‌ای که توسط فدراسیون جهانی دو و میدانی شناخته شده‌اند که عبارتند از: ۵ کیلومتر، ۱۰ کیلومتر، نیمه‌ماراتن و ماراتن.
دویدن بر روی جاده به عنوان یک سطح جایگزین به جای دویدن بر روی مسیرهای پیاده‌روی، پیست یا عوارض طبیعی محسوب می‌شود. برای بسیاری از افرادی که به دنبال شرکت در دویدن به عنوان یک فعالیت یا ورزش هستند، مزایای بسیاری در جاده‌ها وجود دارد.
دویدن جاده‌ای یکی از انواع مسابقات جاده‌ای است که همچو دوچرخه‌سواری جاده‌ای و مسابقات خودروهای جاده‌ای از مسیرهای جاده‌ای در آن‌ها استفاده می‌شود.

## مسیرها
مسیرهای مسابقات معمولاً در خیابان‌های شهرهای بزرگ و شهرک‌ها برگزار می‌شوند، اما می‌توانند در هر جاده‌ای نیز برگزار شوند. فدراسیون جهانی دو و میدانی چندین مسافت رایج برای مسابقات جاده‌ای را که واجد شرایط ثبت رکورد هستند، شناسایی کرده است، به شرطی که با معیارهای پذیرش مطابقت داشته باشند:
1. ۱ مایل (۱٬۶۰۹٫۳ متر)
2. ۵ کیلومتر (۳٫۱ مایل)
3. ۱۰ کیلومتر (۶٫۲ مایل)
4. ۱۵ کیلومتر (۹٫۳ مایل)
5. ۱۰ مایل (۱۶٫۱ کیلومتر)
6. ۲۰ کیلومتر (۱۲٫۴ مایل)
7. نیمه‌ماراتن (۲۱٫۰۹۸ کیلومتر یا ۱۳٫۱ مایل)
8. ۲۵ کیلومتر (۱۵٫۵ مایل)
9. ۳۰ کیلومتر (۱۹ مایل)
10. ماراتن (۴۲٫۱۹۵ کیلومتر یا ۲۶٫۲ مایل)
11. ۳۵ کیلومتر (۲۱٫۷ مایل)
12. ۵۰ کیلومتر (۳۱٫۱ مایل)
13. ۱۰۰ کیلومتر (۶۲٫۱ مایل)
14. دو ۲۴ ساعته

از این میان، ۵ کیلومتر، ۱۰ کیلومتر، ۲۵ کیلومتر، ۳۰ کیلومتر، نیمه‌مارتن، ماراتن و ۱۰۰ کیلومتر فاصله‌هایی هستند که برای رکوردهای جهانی شناخته شده‌اند.
برخی از رویدادهای مهم دارای مسافت‌های منحصر به فرد هستند. مسابقه مایل خیابان پنجم در نیویورک سیتی، ایالات متحده با مسافت ۱٫۰ مایل (۱٫۶ کیلومتر) برگزار می‌شود؛ رویداد «دور خلیج» که در آکلند، نیوزلند برگزار می‌شود به مسافت ۸٫۴ کیلومتر (۵٫۲ مایل) است؛ مسابقه جاده‌ای «فالموث» در فالموث، ماساچوست به طول ۷٫۱ مایل (۱۱٫۴ کیلومتر) برگزار می‌شود؛ مسابقه جاده منچستر در منچستر، کانکتیکات به مسافت ۴٫۷۵ مایل (۷٫۶۴ کیلومتر) است؛ رویداد «سیتی۲سورف» در سیدنی، استرالیا به طول ۱۴ کیلومتر (۸٫۷ مایل) برگزار می‌شود؛ مسابقه «دویدن بزرگ آلوها» در هونولولو، هاوایی به مسافت ۸٫۱۵ مایل (۱۳٫۱۲ کیلومتر) است؛ مسابقه «دویدن امپریال ۲۰» به طول ۳۲ کیلومتر (۲۰ مایل) برگزار می‌شود؛ و مسابقه «مسافت چارلستون» در چارلستون، ویرجینیای غربی به طول ۱۵ مایل (۲۴ کیلومتر) است.

## شرکت کنندگان
بیشتر رویدادهای دویدن جاده‌ای برای عموم مردم باز است. شرکت‌کنندگان با توانایی‌های مختلف دویدن در این مسابقات حضور دارند. در رویدادهای بزرگ، تعداد شرکت‌کنندگان می‌تواند به هزاران نفر برسد. مردان و زنان در کنار هم رقابت می‌کنند و دونده‌های حرفه‌ای در همان رویدادها با دونده‌های عادی مسابقه می‌دهند. در مسابقات معتبرتر، این موضوع کمتر پیش می‌آید، زیرا برای مردان و زنان و همچنین برای ورزشکاران حرفه‌ای و غیرحرفه‌ای دسته‌های جداگانه‌ای وجود دارد. در برخی رویدادها، آماتورهای تازه‌کار می‌توانند در مسابقه با اعضای باشگاه‌های دو و حتی قهرمانان جهانی شرکت کنند.
این دسترسی گسترده، دویدن جاده‌ای را به شدت محبوب کرده است و میلیون‌ها نفر در سراسر جهان هر ساله در هزاران مسابقه شرکت می‌کنند. در ایالات متحده، ۱۸٫۱ میلیون نفر در سال ۲۰۱۸ برای مسابقات تفریحی جاده‌ای ثبت‌نام کردند. در حالی که رکوردداران جهانی می‌توانند با سرعت ۴ تا ۵ دقیقه برای هر مایل (۲٫۵ تا ۳ دقیقه برای هر کیلومتر) بدوند، دونده‌های غیرحرفه‌ای به‌طور میانگین حدود ۱۰ دقیقه برای هر مایل (۶ دقیقه برای هر کیلومتر) زمان می‌گذارند. اکثر ثبت‌نام‌کنندگان به دلایل شخصی مانند دستیابی به هدف و تناسب اندام دویده و نه برای رقابت و بسیاری از مسیرهای مسابقه این موضوع را با باز نگه داشتن مسیر به مدت کافی برای پیاده‌روی یا دویدن پوشش می‌دهند.

### زمان‌سنجی
برای ثبت زمان‌ها در مسابقات جاده‌ای، معمولاً برگزارکننده هزینه یک شرکت زمان‌سنجی را پرداخت می‌کند تا زمان‌ها را به صورت الکترونیکی ثبت کند. این کار با استفاده از فناوری‌ای به نام شناسایی با امواج رادیویی (RFID) انجام می‌شود. این فناوری یا در شماره‌پوش‌های یکبار مصرف، یا در تراشه‌های کفش که به بندهای کفش متصل است، یا در مچ‌بندها قرار می‌گیرد. سپس توری‌های زمان‌سنجی الکترونیکی در خط پایان مسابقه قرار می‌گیرند و زمانی که دونده از خط پایان عبور کند، زمان او به‌طور خودکار ثبت می‌شود. این فناوری به مرور زمان توسعه یافته و به کارآمدترین روش برای ثبت زمان‌های چندین ورزشکار تبدیل شده است.